# Brachylinga antennata
Brachylinga antennata är en tvåvingeart som först beskrevs av Krober 1911.  Brachylinga antennata ingår i släktet Brachylinga och familjen stilettflugor. Inga underarter finns listade.